# Jedlnia-Letnisko (village)
Pour les articles homonymes, voir Jedlnia-Letnisko.
Jedlnia-Letnisko (prononciation : [ˈjɛdlɲa lɛtˈniskɔ]) est un village polonais de la gmina de Jedlnia-Letnisko dans le powiat de Radom de la voïvodie de Mazovie dans le centre-est de la Pologne.
Le village est le siège administratif (chef-lieu) de la gmina appelée gmina de Jedlnia-Letnisko.
Il se situe à environ 13 km à l'est de Radom (siège du powiat) et à 91 km au sud de Varsovie (capitale de la Pologne).
Le village compte approximativement une population de 3 960 habitants en 2014.

## Histoire
De 1975 à 1998, le village appartenait administrativement à la voïvodie de Radom.